# (27672) 1980 FA1
(27672) 1980 FA1 est un astéroïde de la ceinture principale d'astéroïdes découvert en 1980.

## Description
(27672) 1980 FA1 a été découvert le 16 mars 1980 à l'observatoire de La Silla, au Chili, par Claes-Ingvar Lagerkvist.

### Caractéristiques orbitales
L'orbite de cet astéroïde est caractérisée par un demi-grand axe de 2,48 UA, un périhélie de 2,05 UA, une excentricité de 0,17 et une inclinaison de 7,32° par rapport à l'écliptique. Du fait de ces caractéristiques, à savoir un demi-grand axe compris entre 2 et 3,2 UA et un périhélie supérieur à 1,666 UA, il est classé, selon la JPL Small-Body Database, comme objet de la ceinture principale d'astéroïdes.

### Caractéristiques physiques
(27672) 1980 FA1 a une magnitude absolue (H) de 15,1 et un albédo estimé à 0,057.